# Тараґот
Тараґот (угор. Tárogató) — румунський, угорський i український народний духовий музичний інструмент.